# Hadena kogurei
Hadena kogurei är en fjärilsart som beskrevs av Shigero Sugi 1958. Hadena kogurei ingår i släktet Hadena och familjen nattflyn. Inga underarter finns listade i Catalogue of Life.